# Ptychosperma gracile
Ptychosperma gracile es una especie de palmera originaria de  Papúa Nueva Guinea. Está considerada en peligro de extinción por la pérdida de hábitat. 

## Taxonomía
Ptychosperma gracile fue descrito por Jacques Labillardière  y publicado en Mémoires de la Classe des Sciences Mathématiques et Physiques de L'Institut National de France 9: 253. 1808[1809].
Etimología
Ptychosperma: nombre genérico que deriva de las palabras griegas: ptyx = "pliegue o hendidura" y sperma = "semilla", en referencia a la semilla ranurada.
gracile: epíteto latino que significa "pequeña, delgada".
Sinonimia
- Saguaster gracilis (Labill.) Kuntze
- Seaforthia ptychosperma Mart.[5][6]